# Скліфосовський (телесеріал)
«Скліфосо́вський» (рос. Склифосовский) — російський телесеріал, медична драма. Серіал є адаптацією відомого новозеландського серіалу Shortland Street.

## Сюжет
Фільм відкриває завісу головного інституту швидкої допомоги — знаменитого Скліфа. Тут немає часу на довгі роздуми, Скліф — це позапланові операції, і, щоб врятувати людину, прийняти правильне рішення треба тут і зараз.
Як нікому іншому, це вдається головному герою, хірургу Брагіну. Крім професійних удач, за Брагіним тягнеться і слава першого ловеласа, благо чоловічої чарівності йому не позичати. Бачачи кожен день життя і смерть, Брагін давно втратив сентиментальність і не обтяжує себе думками про чужі почуття, «великі пристрасті» тільки веселять його.

## У ролях
- Максим Аверін — Олег Михайлович Брагін
- Ольга Красько — Лариса Миколаївна Куликова
- Марія Куликова — Марина Володимирівна Нарочинська
- Володимир Жеребцов — Костянтин Германович Лазарєв
- Дмитро Міллер — Петро Вікторович Пастухов
- Антон Ельдаров — Салам Магомедович Гафуров
- Костянтин Юшкевич — Сергій Анатолійович Куликов
- Олена Яковлєва — Марина Сергіївна Шейна
- Еммануїл Віторган — Михайло Йосипович Бреславець
- Ксенія Лаврова-Глінка — Тетяна Жуліна
- Лаура Кеосаян — Емма Ашотівна Луспарян
- Андрій Барило — Євген Неклюдов
- Марина Могилевська — Віра Георгіївна Зіменська
- Олександр Сірін — Іван Миколайович Хромов
- Карен Бадалов — Олексій Абрамович Покровський
- Марія Рищенкова — Олександра Олексіївна Покровська
- Олександр Соколовський — Артем Миколайович Павлов
- Сергій Рубеко — Іван Сидорович
- Володимир Довжик — Юрій Михайлович Шейман
- Наталія Терешкова — епізод (1-й сезон)

## Історія створення
Прем'єра телесеріалу відбулась на каналі «Росія-1» 24 вересня 2012 року о 21:00. Перший сезон складається з 24-х серій.
Під час показу першого сезону канал «Росія-1» продовжив серіал на другий сезон, який складається з 24-х нових серій.
Прем'єра другого сезону відбулася на каналі «Росія-1» 1 квітня 2013 року о 21:00.
Серіал був продовжений на третій сезон, який складається з 24-х нових серій.
Прем'єра третього сезону відбулася на каналі «Росія-1» 14 квітня 2014 року о 21:00.
Телесеріал був продовжений на 24-серійний четвертий сезон. Під час знімання четвертого сезону було оголошено про те, що він стане останнім для проєкту.
Прем'єра четвертого сезону відбулася на каналі «Росія-1» 6 квітня 2015 року о 21:00.
Після показу четвертого сезону виробництво  серіалу було припинено.
У 2016 році творці серіалу прийняли рішення про продовження проєкт.у Серіал був офіційно продовжено на 16-серійні п'ятий і шостий сезони.
Знімання п'ятого сезону пройшли з 8 червня по 29 грудня 2016 року. П'ятий сезон отримав назву «Скліфосовський. Реанімація».
Прем'єра п'ятого сезону відбулася на каналі «Росія-1» 16 січня 2017 року о 21:00.
Знімання шостого сезону пройшли з 30 березня по 18 грудня 2017 року.
Прем'єра шостого сезону відбулася на каналі «Росія-1» 22 січня 2018 року о 21:00.
29 січня 2018 року в інтерв'ю газеті «Комсомольська правда» генеральний продюсер кінокомпанії «Російське» Ірина Смирнова й автор сценарію серіалу Катерина Тирдатова офіційно оголосили про те, що розробляється сюжет і сценарій сьомого і восьмого сезонів серіалу..

## Епізоди
| Сезон | Сезон | Серії              | Період трансляції          |
| ----- | ----- | ------------------ | -------------------------- |
|       | 1     | 1—24 (24 серії)    | 24 вересня — 4 жовтня 2012 |
|       | 2     | 25—48 (24 серії)   | 1 — 11 квітня 2013         |
|       | 3     | 49—72 (24 серії)   | 14 — 24 квітня 2014        |
|       | 4     | 73—96 (24 серії)   | 6 — 16 квітня 2015         |
|       | 5     | 97—112 (16 серії)  | 16 — 26 грудня 2017        |
|       | 6     | 113—128 (16 серії) | 22 січня — 1 лютого 2018   |
|       | 7     | 129—144 (16 серий) | 18 — 28 февраля 2019       |

## Саундтрек
Музику до серіалу написали музичний продюсер Антон Шварц і композитор Денис Новіков.
У серіалі також використовуються композиції груп: «Нічні снайпери»
1. Лети, моя душа
2. Зву-чі!
3. Катастрофічно
4. Прекрасних днів

«Бі-2»
1. Все, що в минуле одягнене

«Uma2rman»
1. Дощ
2. Здається, ніколи
3. До побачення
4. Сам на сам
5. Записка
6. Все, як зазвичай
7. Назавжди
8. Лети, крижаний вітер

## Нагороди та номінації
- 2014 — номінація премії «Золотий орел» в категорії «Кращий телевізійний серіал (більш як 10 серій)»

## Критика
Лідія Юдіна в газеті «Аргументи й факти», відзначаючи, що російські серіали на медичну тему рясніють ляпами й недоліками, призводить, зокрема, як приклад епізод з серіалу «Скліфосовський», коли при підозрі на контакт з хворим на краснуху лікар вмовляє свою дружину (теж медика) зробити терміновий аборт, при тому, що реальної небезпеки для неї немає, оскільки для медичних працівників щеплення від краснухи є обов'язковою.